# Gimnastika na Mediteranskim igrama 2013.
Gimnastika na Mediteranskim igrama 2013. održavala se od 19. do 22. lipnja. Sportaši su se natjecati u 14 disciplina, po osam u muškoj i šest u ženskoj konkurenciji.

## Osvajači odličja

### Muškarci
| Kategorija          | Zlato                                                                                   | Srebro                                                                            | Bronca                                                                                 |  |  |  |
| Momčadski višeboj   | Italija Nestor Abad Christian Bazan Javier Gomez Fuertes Fabian Gonzalez Ruben Martinez | Italija Andrea Cingolani Ludovico Edalli Paolo Ottavi Enrico Pozzo Paolo Principi | Francuska Kevin Antoniotti Guillaume Augugliaro Quentin Signori Arnaud Willig Jim Zona |  |  |  |
| Višeboj             | Javier Gomez Fuertes Španjolska                                                         | Fabian Gonzalez Španjolska                                                        | Guillaume Auguliaro Francuska                                                          |  |  |  |
|                     |                                                                                         |                                                                                   |                                                                                        |  |  |  |
| Parter              | Eleftherios Kosmidis Grčka                                                              | Fabian Gonzalez Španjolska                                                        | Wajdi Bouallegue Tunis                                                                 |  |  |  |
| Konj s hvataljakama | Sašo Bertoncelj Slovenija                                                               | Robert Seligman Hrvatska                                                          | Fabian Gonzalez Španjolska                                                             |  |  |  |
| Karike              | Eleftherios Petrounias Grčka                                                            | İbrahim Çolak Turska                                                              | Javier Gomez Fuertes Španjolska                                                        |  |  |  |
| Preskok             | Nestor Abad Španjolska                                                                  | Paolo Principi Italija                                                            | Wajdi Bouallegue Tunis                                                                 |  |  |  |
| Ruče                | Kevin Antoniotti Francuska                                                              | Ruben Martinez Španjolska                                                         | Ferhat Arıcan Turska                                                                   |  |  |  |
| Preča               | Ümit Şamiloğlu Turska                                                                   | Marijo Možnik Hrvatska                                                            | Enrico Pozzo Italija                                                                   |  |  |  |

### Žene
| Kategorija         | Zlato                                                                                   | Srebro                                                                                    | Bronca                                                                      |  |  |  |
| Momčadski višeboj  | Italija Giorgia Campana Vanessa Ferrari Chiara Gandolfi Giulia Leni Elisabetta Preziosa | Francuska Mira Boumejmajen Johanna Cano Monon Cormoreche Maelys Plessis Valentine Sabatou | Grčka Myropi Christofilaki Vasiliki Millousi Maria Simou Maria Trichopoulou |  |  |  |
| Višeboj            | Vanessa Ferrari Italija                                                                 | Maria Paula Vargas Španjolska                                                             | Valentine Sabatou Francuska                                                 |  |  |  |
|                    |                                                                                         |                                                                                           |                                                                             |  |  |  |
| Preskok            | Fadwa Mahmoud Egipat                                                                    | Johanna Cano Francuska                                                                    | Giulia Leni Italija                                                         |  |  |  |
| Dvovisinski razboj | Chiara Gandolfi Italija                                                                 | Maria Paula Vargas Španjolska                                                             | Giorgia Campana Italija                                                     |  |  |  |
| Greda              | Giorgia Campana Italija                                                                 | Vasiliki Millousi Grčka                                                                   | Vanessa Ferrari Italija                                                     |  |  |  |
| Parter             | Vanessa Ferrari Italija                                                                 | Valentine Sabatou Francuska                                                               | Elisabetta Preziosa Italija                                                 |  |  |  |